# Arado Ar 76
Arado Ar 76 – niemiecki samolot myśliwski i treningowy opracowany w latach 30. XX w.

## Historia

Silnik Argus As-10 eksponowany w MLP w Krakowie

Na początku lat trzydziestych C-Amt przy Luftfahrtkommissariat (zakamuflowane dowództwo lotnictwa w Republice Weimarskiej i III Rzeszy, do czasu wypowiedzenia przez Niemcy traktatu wersalskiego) ogłosił konkurs na budowa samolotu myśliwskiego obrony terytorialnej (Heimatschutzjäger). Samolot ten powinien charakteryzować się lekką, prostą i tanią konstrukcją, posiadać dobrą prędkość wznoszenia, natomiast zasięg i prędkość pozioma mogła być niezbyt duża. Samoloty te powinny także spełniać rolę samolotów treningowych dla szkół lotniczych w nauce wyższego pilotażu. Samoloty takie miały uczestniczyć w obronie powietrznej dużych miast i ważnych ośrodków gospodarczych.
Do konkursu na tego typu samolot przystąpiło kilka wytwórni lotniczych, w tym Arado Flugzeugwerke GmbH, które opracowało samolot oznaczony jako Ar 76. Pierwszy prototyp samolotu został zbudowany i oblatany pod koniec 1934 roku, lecz uległ zniszczeniu w czasie prób. Zbudowano kolejne dwa prototypy, które podano próbom. Próby ostatecznie zakończono w 1936 roku. Dowództwo lotnictwo zrezygnowało z tego samolotu na rzecz podobnego Focke-Wulf Fw 56. 

## Użycie
Niewielka seria samolotów Ar 76 w wersji treningowej w 1936 roku została dostarczono do Szkoły Pilotów Myśliwskich (Jagdfliegersschulen), gdzie służyły do zaawansowanego treningu pilotów myśliwskich.

## Opis konstrukcji
Samolot Ar 76 był górnopłatem w układzie parasol, konstrukcja mieszana. Kabina odkryta, jednomiejscowa. Podwozie klasyczne – stałe. Napęd stanowił silnik rzędowy Argus As 10C. Uzbrojenie składało się z 2 karabinów maszynowych MG 17 kal. 7,92 mm z zapasem amunicji 250 pocisków na każdy karabin oraz 3 bomb o wadze 10 kg. W wersji treningowej uzbrojenie składało się z tylko 1 karabinu maszynowego.